# Katie Rood
Kathryn Elizabeth „Katie“ Rood (* 28. Mai 1992 in Middlesbrough, England) ist eine neuseeländische Fußballspielerin. Sie spielte zuletzt für   Heart of Midlothian.

## Vereinskarriere
Rood begann ihre Karriere mit North Force, 2010 verließ sie dann North Force und wechselte zu den Glenfield Rovers. Es folgten weitere Stationen bei Erstligisten in England und in Italien, wo sie mit Juventus Turin ihre erste Meisterschaft gewann, aber bei sechs Kurzeinsätzen nur insgesamt 53 Einsatzminuten hatte. Von 2019 bis 2021 spielte sie – zunächst auf Leihbasis und ab Sommer permanent – in der zweiten englischen Liga, der FA Women’s Championship, für Lewes FC Women, dem seit 2017 ersten und aktuell einzigen Verein mit gleichen Budgets für Männer und Frauen. Aktuell spielt sie für den englischen Drittligisten FC Southampton. Im Juni 2022 wechselte sie nach Schottland zu Heart of Midlothian. Seit dem 1. Juli 2023 ist sie vereinslos.

## Nationalmannschaft
Rood nahm mit der U-20 Nationalmannschaft an der U-20-Fußball-Weltmeisterschaft der Frauen 2012 in Japan teil, wo sie jedoch mit Neuseeland in der Vorrunde ausschied und sie nur zwei Kurzeinsätze von insgesamt 14 Minuten hatte. Ihr erstes Länderspiel für die A-Nationalmannschaft machte sie am 19. September 2017 bei einer 0:5-Niederlage gegen die USA, wobei sie eingewechselt wurde. Nach einer weiteren Einwechselung im nächsten Länderspiel zwei Monate später beim torlosen Remis im vorletzten Spiel des Jahres gegen Thailand wurde sie in den ersten beiden Spielen 2018 gegen Schottland ebenfalls eingewechselt. Im November nahm Rood mit der Mannschaft an der Fußball-Ozeanienmeisterschaft der Frauen 2018 teil, wo sie in den fünf Spielen dreimal in der Startelf stand, einmal eingewechselt wurde und ihre ersten vier Länderspieltore erzielte. Mit dem Titelgewinn qualifizierten sich die Neuseeländerinnen für die WM 2019. Beim Cup of Nations im Frühjahr 2019 in Australien stand sie gegen Argentinien in der Startelf und trug mit ihrem fünften Länderspieltor zum 2:0-Sieg bei. Beim 0:2 gegen Südkorea wurde sie eingewechselt.
Für die WM 2019 wurde Rood nicht nominiert. Erst im November kam sie beim Vier-Nationen-Turnier in der Volksrepublik China wieder zu zwei Einsätzen, gefolgt von einem Kurzeinsatz beim Algarve-Cup 2020. Danach verhinderte die COVID-19-Pandemie weitere Länderspiele für die „Ferns“. Für die Olympischen Geisterspiele in Tokio wurde Rood nicht nominiert.

## Erfolge
- Italienische Meisterschaft: 2017/18
- Ozeanienmeister 2018